# Scolaricia dubia
Scolaricia dubia är en ringmaskart som först beskrevs av Francis Day 1955.  Scolaricia dubia ingår i släktet Scolaricia och familjen Orbiniidae. Inga underarter finns listade i Catalogue of Life.